# Чалилео (департамент)
Департамент Чалилео  (исп. Departamento de Chalileo) — департамент в Аргентине в составе провинции Ла-Пампа.
Территория — 8917 км². Население — 2985 человек. Плотность населения — 0,30 чел./км².
Административный центр — Санта-Исабель.

## География
Департамент расположен на севере провинции Ла-Пампа.
Департамент граничит:
- на севере — с провинцией Мендоса
- на востоке — с департаментом Ловентуэ
- на юге — с департаментом Лимай-Мауида
- на западе — с департаментом Чикаль-Ко (департамент)

## Административное деление
Департамент состоит из 1 муниципалитета:
- Санта-Исабель

## Важнейшие населенные пункты[3]
| № | Населённый пункт | Населённый пункт (исп.) | Категория | Население чел. (2010) | На карте                        |
| - | ---------------- | ----------------------- | --------- | --------------------- | ------------------------------- |
| 1 | Санта-Исабель    | Santa Isabel            | город     | 2526                  | 36°13′53″ ю. ш. 66°56′27″ з. д. |